# The Company You Keep (Fernsehserie)
The Company You Keep ist eine US-amerikanische Dramaserie, basierend auf der südkoreanischen Serie My Fellow Citizens! aus dem Jahr 2019. Die Premiere der Serie fand am 19. Februar 2023 auf dem US-Networksender ABC statt.
Im Mai 2023 wurde die Serie nach einer Staffel abgesetzt.

## Handlung
Emma, eine verdeckt agierende CIA-Agentin, lässt sich auf eine leidenschaftliche Liebesnacht mit Charlie, einem Hochstapler und Betrüger, ein. Zu diesem Zeitpunkt ahnen die beiden jedoch noch nicht, wer der jeweils andere in Wirklichkeit ist und dass sie sich schon bald in prekären beruflichen Verflechtungen wieder gegenüberstehen werden.

## Besetzung und Synchronisation
Die deutschsprachige Synchronisation entstand nach den Dialogbüchern sowie unter der Dialogregie von Martin Pfingstl und Gerald Schuster durch die Synchronfirma digital images in Halle (Saale).

### Hauptdarsteller
| Rolle             | Schauspieler        | Synchronsprecher         |
| ----------------- | ------------------- | ------------------------ |
| Charlie Nicoletti | Milo Ventimiglia    | Oliver Scheffel          |
| Emma Hill         | Catherine Haena Kim | Sandrine Mittelstädt     |
| Birdie Nicoletti  | Sarah Wayne Callies | Antje von der Ahe        |
| David Hill        | Tim Chiou           | Jörg Vogel               |
| Joseph Hill       | James Saito         | Thomas Dehler            |
| Grace Hill        | Freda Foh Shen      | Ilka Teichmüller         |
| Daphne Finch      | Felisha Terrell     | Elena Maria Pia Lorenzon |
| Fran Nicoletti    | Polly Draper        | Juana von Jascheroff     |
| Leo Nicoletti     | William Fichtner    | Peter Flechtner          |
| Ollie Nicoletti   | Shaylee Mansfield   | ---                      |

### Nebendarsteller
| Rolle                  | Schauspieler      | Synchronsprecher    |
| ---------------------- | ----------------- | ------------------- |
| Caswell „Cas“ Holloway | Josh Braaten      | Alexander Gamnitzer |
| Mason                  | Courtney Taylor   | Lena Zipp           |
| Seamus                 | Efka Kvaraciejus  | Alexander Terhorst  |
| Patrick Maguire        | Timothy V. Murphy | Mario Hassert       |
| Connor Maguire         | Barry Sloane      | Philipp Oehme       |
| Vikram Singh           | Sachin Bhatt      | Sebastian Fitzner   |
| Jennifer West          | Andrea Cortés     | Susanna Berivan     |
| Doug Daniels           | David Douglas     | Stefan Kaminsky     |
| Ko Chin                | Nelson Lee        | Sebastian Seidel    |

### Gastdarsteller
| Rolle                     | Schauspieler         | Synchronsprecher      |
| ------------------------- | -------------------- | --------------------- |
| Claude Ellsworth          | Michael Reilly Burke | Frank Röth            |
| Mrs. Ellsworth            | Kristin Carey        | Verena Kahler         |
| Sandy                     | Maria Louisa Figura  | Fanny Schmidt         |
| Ludwig                    | Jay Thames           | Alexander Terhorst    |
| Auktionator               | Rahul Nath           | Orlando Gzuk          |
| Chauffeur                 | Abdullah Abukusumo   | Martin Reik           |
| Jones Malone              | Luke Kirby           | Nils Thorben Bartling |
| Martha Pope               | Jes Macallan         | Ruth Macke            |
| Diego Perez               | Miguel Gomez         | Stefan Bräuler        |
| Bonze von der Wall Street | Glenn Taranto        | Martin Reik           |
| Claire Fox                | Marin Hinkle         | Christin Marquitan    |
| Robert Renway             | Daniel Sunjata       | Kevin Kraus           |
| Officer Johnson           | Eva La Dare          | Mo Krüger             |
| Vince                     | Freddie Basnight     | Patrick Becker        |
| Ida                       | Veronica Burgess     | Anja Jünger           |
| John Baylor               | Paul Blackthorne     | Werner Braunschädel   |

## Episodenliste
| Nr. | Deutscher Titel | Originaltitel                | Erstveröffentlichung (USA) | Deutschsprachige Erstveröffentlichung (D/A/CH) | Regie           | Drehbuch                          |
| --- | --------------- | ---------------------------- | -------------------------- | ---------------------------------------------- | --------------- | --------------------------------- |
| 1   | —               | Pilot                        | 19. Feb. 2023              | —                                              | Ben Younger     | Julia Cohen                       |
| 2   | —               | A Sparkling Reputation       | 26. Feb. 2023              | —                                              | Kevin Mock      | Julia Cohen & Phil Klemmer        |
| 3   | —               | Against All Odds             | 5. März 2023               | —                                              | David Straiton  | Morgan Faust & Johnny Richardson  |
| 4   | —               | All In                       | 19. März 2023              | —                                              | Chi-Yoon Chung  | Cori Uchida & Adam Lash           |
| 5   | —               | The Spy Who Loved Me         | 26. März 2023              | —                                              | Jon Huertas     | Matthew Maala & D. M. Harring     |
| 6   | —               | The Real Thing               | 2. Apr. 2023               | —                                              | Anna Mastro     | Johnny Richardson & Emily Cheever |
| 7   | —               | Company Man                  | 9. Apr. 2023               | —                                              | James Takata    | Morgan Faust & J. D. Shields      |
| 8   | —               | The Art of the Steel         | 16. Apr. 2023              | —                                              | Anna Mastro     | Phil Klemmer & Matthew Maala      |
| 9   | —               | The Truth Shall Set You Free | 30. Apr. 2023              | —                                              | Andi Armaganian | Cori Uchida & Adam Lash           |
| 10  | —               | The Truth Hurts              | 7. Mai 2023                | —                                              | Jon Huertas     | Julia Cohen & Johnny Richardson   |